# Antipathes densa
Antipathes densa is een Antipathariasoort uit de familie van de Antipathidae. De wetenschappelijke naam van de soort is voor het eerst geldig gepubliceerd in 1909 door Silberfeld.